# Atletica leggera alla XXIX Universiade - 100 metri ostacoli
I 100 metri ostacoli alla XXIX Universiade si sono svolti dal 26 al 27 agosto 2017.

## Podio
| Oro     | Nadine Visser Paesi Bassi  |
| Argento | Ėl'vira Herman Bielorussia |
| Bronzo  | Luca Kozák Ungheria        |

### 1º turno
Passano alle semifinali le prime quattro atlete di ogni batteria (Q) e le quattro atlete con i migliori tempi tra le escluse (q).

Vento:

Batteria 1: -1,8 m/s, Batteria 2: -0,9 m/s, Batteria 3: +0,8 m/s, Batteria 4: +1,3 m/s, Batteria 5: +0,6 m/s
| Posizione | Batteria | Nome                 | Nazione         | Tempo | Note |
| --------- | -------- | -------------------- | --------------- | ----- | ---- |
| 1         | 4        | Nadine Visser        | Paesi Bassi     | 13.15 | Q    |
| 2         | 5        | Ėl'vira Herman       | Bielorussia     | 13.22 | Q    |
| 3         | 3        | Karolina Kołeczek    | Polonia         | 13.42 | Q    |
| 4         | 1        | Michelle Jenneke     | Australia       | 13.44 | Q    |
| 5         | 2        | Gréta Kerekes        | Ungheria        | 13.50 | Q    |
| 5         | 5        | Stephanie Bendrat    | Austria         | 13.50 | Q    |
| 7         | 3        | Reetta Hurske        | Finlandia       | 13.53 | Q    |
| 8         | 5        | Sarah Lavin          | Irlanda         | 13.54 | Q    |
| 9         | 4        | Anamaria Nesteriuc   | Romania         | 13.58 | Q    |
| 10        | 1        | Lotta Harala         | Finlandia       | 13.61 | Q    |
| 11        | 4        | Ivana Lončarek       | Croazia         | 13.62 | Q    |
| 12        | 2        | Laura Valette        | Francia         | 13.68 | Q    |
| 13        | 1        | Luca Kozák           | Ungheria        | 13.73 | Q    |
| 14        | 3        | Alicia Barrett       | Regno Unito     | 13.75 | Q    |
| 15        | 5        | Hsieh Hsi-en         | Taipei Cinese   | 13.77 | Q    |
| 16        | 3        | Mette Graversgaard   | Danimarca       | 13.82 | Q    |
| 17        | 5        | Karelle Edwards      | Canada          | 13.86 | q    |
| 18        | 2        | Lui Lai Yiu          | Hong Kong       | 13.88 | Q    |
| 19        | 2        | Aigerim Shynazbekova | Kazakistan      | 13.95 | Q    |
| 20        | 3        | Ivana Petković       | Serbia          | 13.97 | q    |
| 21        | 2        | Tijuana Thevenin     | Canada          | 13.98 | q    |
| 22        | 1        | Luminosa Bogliolo    | Italia          | 13.99 | Q    |
| 23        | 1        | Diana Suumann        | Estonia         | 14.06 | q    |
| 24        | 4        | Joni Tomičić Prezelj | Slovenia        | 14.11 | Q    |
| 25        | 2        | Lin Shih-ting        | Taipei Cinese   | 14.30 |      |
| 26        | 4        | Wang Yuke            | Cina            | 14.35 |      |
| 27        | 5        | Karel Ziketh         | Costa d'Avorio  | 14.40 |      |
| 28        | 4        | Maryke Brits         | Sudafrica       | 14.43 |      |
| 29        | 5        | Oryngul Zkriyenova   | Kazakistan      | 14.48 |      |
| 30        | 1        | Oneida Valerio       | Rep. Dominicana | 14.68 |      |
| 31        | 1        | Selina von Jackowski | Svizzera        | 14.69 |      |
| 32        | 3        | Elizabeth Clay       | Australia       | 14.92 |      |
| 33        | 4        | Christel El Saneh    | Libano          | 15.44 |      |
| 34        | 3        | Iris Santamaría      | El Salvador     | 17.32 |      |

### Semifinali
Passano in finale le prime due atlete di ogni batteria (Q) e le due atlete con i migliori tempi tra le escluse (q).

Vento:

Batteria 1: -2,5 m/s, Batteria 2: -1,8 m/s, Batteria 3: -3,0 m/s
| Posizione | Batteria | Nome                 | Nazione       | Tempo | Note |
| --------- | -------- | -------------------- | ------------- | ----- | ---- |
| 1         | 1        | Nadine Visser        | Paesi Bassi   | 13.17 | Q    |
| 2         | 2        | Ėl'vira Herman       | Bielorussia   | 13.31 | Q    |
| 3         | 1        | Luca Kozák           | Ungheria      | 13.38 | Q    |
| 4         | 2        | Anamaria Nesteriuc   | Romania       | 13.41 | Q    |
| 5         | 3        | Karolina Kołeczek    | Polonia       | 13.48 | Q    |
| 6         | 3        | Michelle Jenneke     | Australia     | 13.55 | Q    |
| 7         | 2        | Gréta Kerekes        | Ungheria      | 13.63 | q    |
| 8         | 1        | Stephanie Bendrat    | Austria       | 13.64 | q    |
| 9         | 2        | Sarah Lavin          | Irlanda       | 13.64 |      |
| 10        | 3        | Laura Valette        | Francia       | 13.64 |      |
| 11        | 1        | Reetta Hurske        | Finlandia     | 13.67 |      |
| 12        | 3        | Lotta Harala         | Finlandia     | 13.71 |      |
| 13        | 2        | Alicia Barrett       | Regno Unito   | 13.75 |      |
| 14        | 1        | Ivana Lončarek       | Croazia       | 13.92 |      |
| 15        | 1        | Aigerim Shynazbekova | Kazakistan    | 13.93 |      |
| 16        | 2        | Tijuana Thevenin     | Canada        | 13.96 |      |
| 17        | 1        | Luminosa Bogliolo    | Italia        | 13.99 |      |
| 18        | 3        | Ivana Petković       | Serbia        | 14.05 |      |
| 19        | 3        | Lui Lai Yiu          | Hong Kong     | 14.07 |      |
| 20        | 2        | Mette Graversgaard   | Danimarca     | 14.12 |      |
| 21        | 1        | Diana Suumann        | Estonia       | 14.17 |      |
| 22        | 3        | Hsieh Hsi-en         | Taipei Cinese | 14.19 |      |
| 23        | 2        | Joni Tomičić Prezelj | Slovenia      | 14.41 |      |
|           | 3        | Karelle Edwards      | Canada        | DNF   |      |

### Finale
| Pos. | Corsia | Nome               | Nazionalità | Tempo           | Note |
| ---- | ------ | ------------------ | ----------- | --------------- | ---- |
|      | 5      | Nadine Visser      | Paesi Bassi | 12"98           |      |
|      | 6      | Ėl'vira Herman     | Bielorussia | 13"17           |      |
|      | 7      | Luca Kozák         | Ungheria    | 13"19           |      |
| 4    | 4      | Karolina Kołeczek  | Polonia     | 13"31           |      |
| 5    | 8      | Anamaria Nesteriuc | Romania     | 13"35           |      |
| 6    | 2      | Gréta Kerekes      | Ungheria    | 13"38           |      |
| 7    | 3      | Stephanie Bendrat  | Austria     | 13"74           |      |
| 8    | 9      | Michelle Jenneke   | Australia   | 14"82           |      |
|      |        |                    |             | Vento: -1,3 m/s |      |